# Marc Aquil·li Julià
Marc Aquil·li Julià (llatí: Marcus Aquillius Julianus) va ser un magistrat romà del segle i. Formava part de la gens Nònia, una gens romana d'origen plebeu.
Va ser nomenat cònsol l'any 38 amb Publi Noni Asprenat en el regnat de Calígula. En deixà constància Dió Cassi.